# Тарантул (фільм)
«Тарантул» (англ. Tarantula) — американський фантастичний фільм жахів 1955 року режисера Джека Арнольда.

## Сюжет
Професор Джеральд Дімер намагається вирішити проблему нестачі продовольства в майбутньому. Він винаходить спеціальну речовину, яка робить тварин неймовірних розмірів. Один з піддослідних павуків вислизає з лабораторії, збільшується в розмірах і починає нападати спочатку на худобу, а потім на людей. Для знищення гігантського павука залучається ціла армія.

## У ролях
| Актор          | Роль                    |
| -------------- | ----------------------- |
| Джон Агар      | доктор Метт Гастінгс    |
| Мара Корді     | Стефані «Стів» Клейтон  |
| Лео Г. Керрол  | професор Джеральд Дімер |
| Нестор Пайва   | шериф Джек Ендрюс       |
| Росс Елліотт   | Джо Барч                |
| Едвін Ренд     | лейтенант Джон Нолан    |
| Реймонд Бейлі  | Таунсенд                |
| Генк Паттерсон | Джош                    |
| Берт Голленд   | Барні Расселл           |
| Стів Даррел    | Енді Андерсен           |
| Клінт Іствуд   | пілот                   |

## Цікаві факти
- У другорядній ролі знявся тоді ще невідомий Клінт Іствуд в ролі пілота військового літака.
- У серії фільмів жахів на тему тварин, що збільшуються, нападників на людей, ця стрічка йде в одному ряді після мурах («Вони» (1954)), богомолів («Смертельний богомол» (1957)) та скорпіонів («Чорний скорпіон» (1957)).
- Тарантул був справжній, його підганяли вітряним потоком в тому напрямку, куди було потрібно, у мініатюрних декораціях.